# Pediobius grunini
Pediobius grunini är en stekelart som först beskrevs av Nikol'skaya 1954.  Pediobius grunini ingår i släktet Pediobius och familjen finglanssteklar. Inga underarter finns listade i Catalogue of Life.